# Maria Rózanova
Maria Rózanova   (Vítsiebsk, 27 de desembre de 1929 - Fontenay-aux-Roses, 13 de desembre de 2023)) va ser una editora, redactora i dissident de l'era soviètica nacionalitzada francesa.
Amb dos anys es va quedar sense pare quan els seus pares es van divorciar. Un cop va ser expulsada de l'escola per mala conducta, es va canviar el cognom i se'n va anar a una altra escola.
Rózanova es va graduar al departament d'Història de l'Art de la Universitat Estatal de Moscou. A la Unió Soviètica va treballar al Museu Estatal de Literatura de Rússia, es va dedicar a la restauració arquitectònica, i va ensenyar a l'Institut de Cinematografia Geràssimov i a l'Escola d'Art Abramtsevo. El 1973, juntament amb el seu marit, l'escriptor Andrei Siniavski, i el seu fill, Iegor Gran, van abandonar la Unió Soviètica i es van establir a París. Durant molts anys, Rózanova va ser la redactora en cap de Sintaksis, una revista literària.